# Red (formație)
RED (stilizat ca R3D sau RED) este o formație de rock creștin americană din Nashville, Tennessee, formată în 2002 de frații Anthony Armstrong (chitarist) și Randy Armstrong (basist), cu solistul vocal principal Michael Barnes. Prima componență a trupei a fost formată din bateristul Andrew Hendrix și chitaristul Jasen Rauch. În prezent, formația este compusă din trio-ul principal al fraților Armstrong și Barnes, împreună cu bateristul Brian Medeiros.
După ce au înregistrat mai multe demo-uri, care prezintă mai multe stiluri, precum hard rock, rock alternativ și rock creștin, Red a obținut un acord de dezvoltare cu producătorul lor original, Rob Graves, care a condus la un acord de înregistrare cu casa de discuri creștină Essential Records în 2004. Albumele lor de debut End of Silence⁠(d) (2006) și Innocence & Instinct⁠(d) (2009) au fost nominalizate la Premiul Grammy pentru Cel mai bun album rock Gospel și au apărut single-urile populare "Breathe Into Me⁠(d)" și "Death of Me⁠(d)". Popularitatea formației Red a crescut, iar cel de-al treilea album al lor, Until We Have Faces⁠(d) (2011), a ajuns pe locul 2 pe Billboard 200, urmat de Release the Panic⁠(d) (2013), care a atins locul 7 în același clasament, Of Beauty and Rage⁠(d) (2015), Gone (2017), Declaration⁠(d) (2020) și Rated R (2023).